# 圓花海膽
圓花海膽（學名：Hardouinia）是一屬已滅絕的海膽，其化石主要分布在北美，尤其在美國東部的沙質石灰石表面很常見。牠們巨大的介殼從側面看呈錐形，長有許多短小纖細的棘刺。並有扁平的基座，幼年個體的錐狀外型不明顯。五個花瓣狀步帶短而寬，十分顯眼，專門用來呼吸，上面長有管足，間步帶骨板矮小而寬闊。口位於下部表面的中心，有五個明顯的突出部分，故呈星形。肛門位於上部表面的後側。

## 物種
- Hardouinia clypeus Cooke, 1955
- Hardouinia mcglameryae Cooke, 1953
- Hardouinia potosiensis Lambert, 1936
- Hardouinia saucierae Phillips, Ciampaglio & Hayes, 2008
- Hardouinia stetsoni Stephenson, 1936
- Hardouinia waagei Holland & Feldmann, 1967

## 外部連結
- Hardouinia（页面存档备份，存于） in the Paleobiology Database